# Fender Jaguar
Fender Jaguar är en elgitarr av Fender Musical Instruments Corporation introducerad 1962. Utmärkande drag är offsetkroppen, ett relativt ovanligt switchingsystem med två separata kretsar för solo- och rytmgitarr samt en skallängd på 24 tum. Jaguar har lånat mycket av Jazzmaster-gitarren.
Under dess ursprungliga 13-åriga produktionstid sålde inte gitarren lika bra som de mindre dyra Stratocaster och Telecaster, och blev mest populär inom surfmusikscenen. Efter att Jaguar-gitarren slutade tillverkas 1975 sågs ett ökande intresse av vintagemodeller bland punkrockare och inte minst under 1980/1990-talens alternativ rock/indierock. Fender började framemot mitten av 1980-talet att tillverka en variant i Japan varefter en amerikansk modell återlanserades 1999. Sedan dess har Fender gjort många olika Jaguar-gitarrer i USA, Mexiko och Kina under både Fender och Squier.

## Kända gitarrister
- Kurt Cobain
- John Frusciante
- Johnny Marr
- Brian Molko
- Thurston Moore
- Lee Ranaldo
- Kevin Shields
- Robert Smith
- Tom Verlaine